# Chlorotettix virgus
Chlorotettix virgus är en insektsart som beskrevs av Rauno E. Linnavuori och Delong 1979. Chlorotettix virgus ingår i släktet Chlorotettix och familjen dvärgstritar. Inga underarter finns listade i Catalogue of Life.